# KDevelop

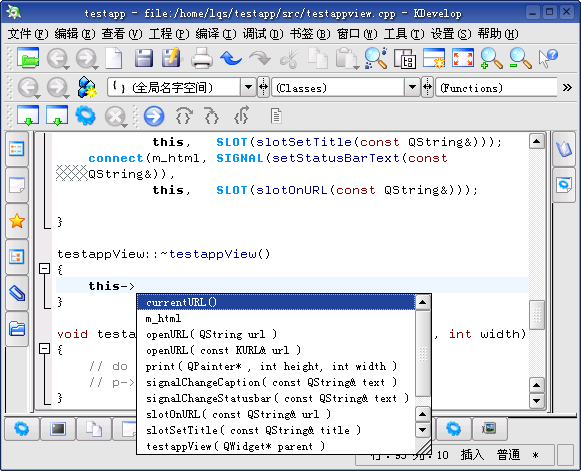
KDevelop中文版

KDevelop，是一个支持多程序设计语言的集成开发环境。它运行于Linux和其它类Unix环境。它本身不包含编译器，而是调用其它编译器来编译程序。
KDevelop 3.5.5已支持Ada、Bash、C、C++、Fortran、Haskell、Java、Pascal、Perl、Python、Ruby、SQL等程序设计语言。

## 特性
KDevelop透過KParts框架使用编辑器组件。預設使用Kate。下面是KDevelop的一些特性。有关编辑器组件的特性，可以查看Kate相关介绍。
- 源代码编辑器具有语法高亮和自动缩进的功能（继承自Kate_Part）。
- 项目管理器可以管理各种不同的项目类型，例如Automake、基于Qt的qmake项目和基于Java的Ant项目。
- 类浏览器。
- GUI设计器。
- GNU编译器套件的前端。
- GNU调试器的前端。
- 生成和升级类定义以及应用程序框架的向导。
- 自动代码补全（C/C++）。
- 内置Doxygen支持。
- 并行版本控制（也被称作软件配置管理）系统支持。支持CVS、Subversion、Perforce和ClearCase。

KDevelop 3是一个完全基于插件的架构。当一个开发人员做了一个改动，他只需要重新编译这个插件。这样就可以同时保存几个配置文件，每个配置文件中可以指定加载不同的插件。KDevelop是和编程语言以及构建系统无关的，支持KDE、GNOME和例如Qt、GTK+和wxWidgets的其它一些技术。
KDevelop支持多种不同语言，其中包括C、C++、Perl、Python、PHP、Java、Fortran、Ruby、Ada、Pascal、SQL和Bash脚本。支持的构建系统包括GNU（automake）、cmake、qmake和自定义项目的make（如果您想使用自己的Makefile，KDevelop不会破坏它们的）以及不需要Makefile的脚本项目。
对于C和C++，KDevelop提供代码补全功能。符号都被保存到一个Berkeley DB文件数据库中，这样可以快速查找，而不用重新解析。KDevelop还提供了一个开发人员框架，它可以帮助大家为其它编程语言编写新的解析器。
集成的调试器可以让您图形化地完成所有有关断点和回溯的调试，它甚至可以在您动态加载插件的时候一样工作，这点和命令行的gdb不同。
快速打开可以让您在文件中快速导航。
现在，对于这个集成开发环境已经有50到100个可用的插件。其中主要包括项目范围内的持续代码标签；快速展开代码片段；使用格式化工具按照一种风格重新编排您的代码格式；正则表达式搜索以及在重构代码时允许莫名在项目范围进行搜索／替换。